# پیت درکسن
پیت درکسن (انگلیسی: Piet Derksen; ۱۵ فوریهٔ ۱۹۱۳ – ۲۴ فوریهٔ ۱۹۹۶) کارآفرین اهل هلند بود، که در سال ۱۹۶۸ شرکت سنتر پارکس را تأسیس کرد.